# هادامار
هادامار (بالألمانية: Hadamar) هي بلدة تقع في ألمانيا في Limburg-Weilburg. يقدر عدد سكانها بـ 12,305 نسمة.[متى؟]

## الموقع
تقع هدمار على بعد 7 كم شمال ليمبورغ بين كولونيا و فرانكفورت على الحافة الجنوبية من ويستروالد على ارتفاع 120 إلى 350 متر فوق مستوى سطح البحر.

## المدن التوأمة
مدن Bellerive-sur-Allier و إمبرونيتا هي مدن توأمة لـهادامار.

## أعلام
- كارل فاوست
- كلوديا سلمان
- كارل براون